# 776
776 (DCCLXXVI) var ett skottår som började en måndag i den julianska kalendern.

## Händelser

### April
- 14 april – Karl den store tillbringar påsken i Treviso efter att ha slagit ner revolter i Friuli och Spoleto.

## Födda
- Luitgard av Sundgau, drottning av Frankrike.

## Avlidna
- Geber, arabisk alkemist, astrolog, filosof, läkare, och farmakolog.